# Feubath
Feubath (ou Febat, Fembat, Mfembale) est un village du Cameroun appartenant à la commune de Bangangté.

## Population
Lors du recensement de 2005, la population de Feubath était de 487 personnes.